# Francisco Javier Castedo
Francisco Javier Castedo Álvarez (Madrid, 20 de enero de 1941) es un ingeniero industrial. Está casado con María de los Ángeles Suárez y padre de cuatro hijos, es hermano del director de Radio Televisión Española, Fernando Castedo, que fue concejal, tras el gobierno de Adolfo Suárez.

## Carrera deportiva
En 1982, se incorporó a la Junta Directiva del Atlético de Madrid, en la que fue nombrado vicepresidente primero por Vicente Calderón. Al fallecimiento de éste, el 24 de marzo de 1987, asumió la presidencia del club, convocando elecciones para el 26 de junio.
En dicho proceso electoral, el 8 de julio de 1987, resultó elegido Jesús Gil, que relevó a Castedo en la presidencia del Atlético de Madrid, siendo uno de los más cortos de dicha corporación.